# Vantaankoski
Vantaankoski (suédois : Vandaforsen) sont des chutes d'eau du Vantaanjoki.
Les rapides mesurent 240 mètres de long et 5 mètres de dénivelé.

## Localisation
Les chutes sont situées dans trois quartiers de la commune de Vantaa.
La berge occidentale est à Vantaanlaakso et Piispankylä, la berge orientale à Viinikkala.

## Galerie

Les chutes de Vantaankoski en juillet 2010

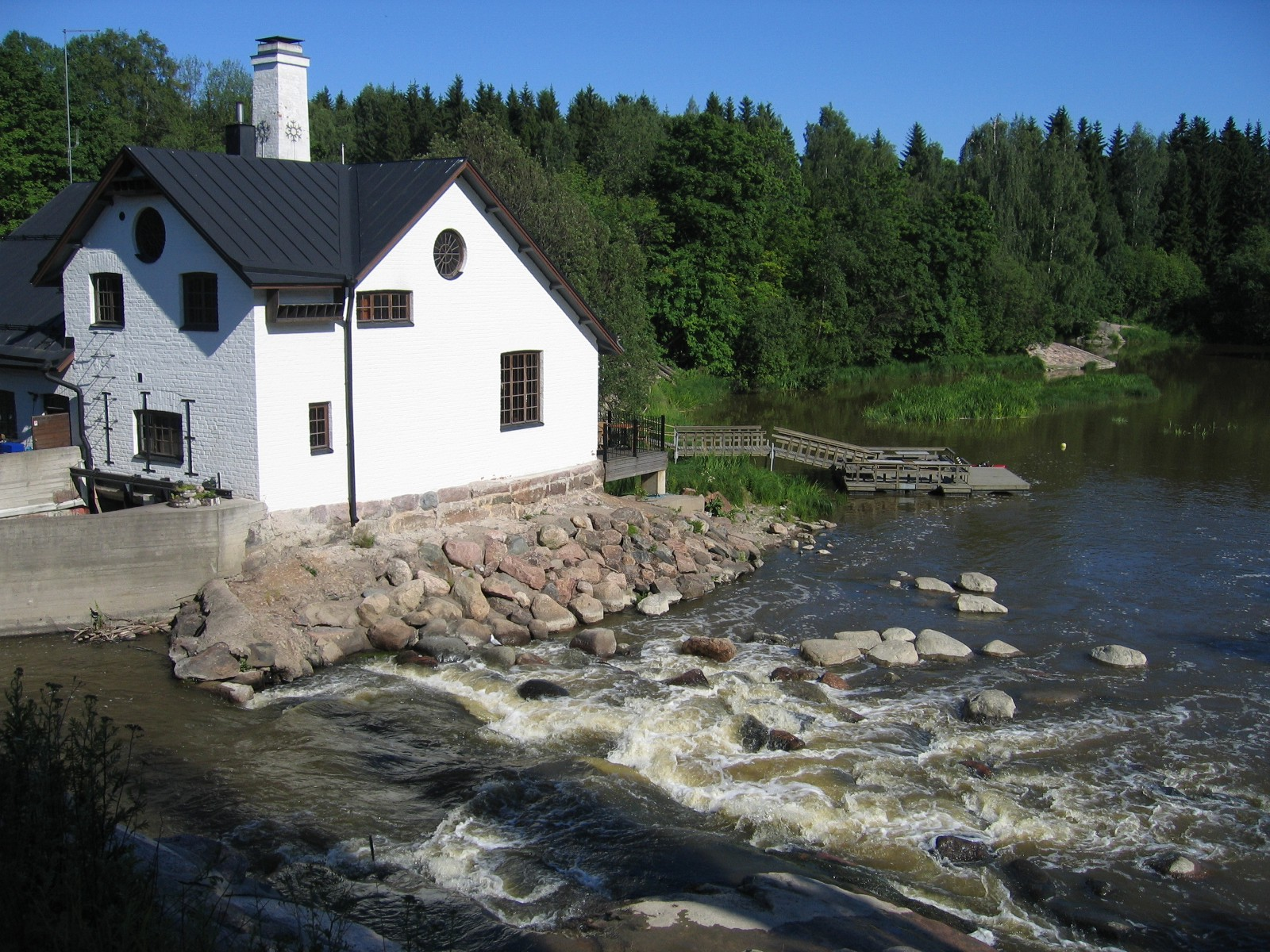
Vantaankoski et l'ancienne usine.